# Хатукайское сельское поселение
Хатукайское сельское поселение — муниципальное образование в составе Красногвардейского муниципального района Республики Адыгея Российской Федерации.
Административный центр — аул Хатукай.

## География
На территории поселения расположен мост через реку Кубань на федеральной дороге А-160 Майкоп — Кореновск.

## Население
| 2002  | 2010  | 2011  | 2012  | 2013  | 2014  | 2015  |
| ----- | ----- | ----- | ----- | ----- | ----- | ----- |
| 4822  | ↗5017 | →5017 | ↗5024 | ↘5003 | ↗5018 | ↗5032 |
| 2016  | 2017  | 2018  | 2019  | 2020  | 2021  | 2023  |
| ↗5044 | ↗5078 | ↗5138 | ↗5171 | ↗5175 | ↗5208 | ↘5195 |
| 2024  |       |       |       |       |       |       |
| ↗5248 |       |       |       |       |       |       |

## Состав сельского поселения
| № | Населённый пункт | Тип населённого пункта      | Население |
| - | ---------------- | --------------------------- | --------- |
| 1 | Хатукай          | аул, административный центр | ↗5173     |
| 2 | Набережный       | посёлок                     | ↗69       |
| 3 | Свободный        | посёлок                     | ↗6        |
| 4 | Водный           | посёлок                     | →0        |
| 5 | Лесной           | посёлок                     | →0        |

## Национальный состав
По переписи населения 2010 года из 5 017 человек, проживающих в сельском поселении, 5 009 указали свою национальность:
| Национальность | %       | Численность |
| -------------- | ------- | ----------- |
| Русские        | 80,06 % | 4 010       |
| Адыгейцы       | 17,27 % | 865         |
| Украинцы       | 0,58 %  | 29          |
| Татары         | 0,42 %  | 21          |
| Татары?        | 0,38 %  | 19          |
| Армяне         | 0,32 %  | 16          |
| Белорусы       | 0,26 %  | 13          |

По данным переписи населения 2021 года из 5208 проживающих в сельском поселении, 5170 человека указали свою национальность
:
| Народ           | Численность, чел. | Доля от населения, % |
| --------------- | ----------------- | -------------------- |
| Русские         | 4 201             | 81,25 %              |
| Адыги (Черкесы) | 812               | 15,70 %              |